# Кольонія-Кшеменевиці
Кольонія-Кшеменевиці (пол. Kolonia Krzemieniewice) — село в Польщі, у гміні Ґошковиці Пйотрковського повіту Лодзинського воєводства.
Населення — 123 особи (2011).
У 1975-1998 роках село належало до Пйотрковського воєводства.

## Демографія
Демографічна структура станом на 31 березня 2011 року:
|          | Загалом | Допрацездатний вік | Працездатний вік | Постпрацездатний вік |
| -------- | ------- | ------------------ | ---------------- | -------------------- |
| Чоловіки | 55      | 8                  | 38               | 9                    |
| Жінки    | 68      | 15                 | 32               | 21                   |
| Разом    | 123     | 23                 | 70               | 30                   |